# Curtiss CT
El Curtiss CT (Model 24) fue un bombardero torpedero bimotor montado sobre flotadores, que voló por primera vez en 1921, siendo diseñado y construido por la estadounidense Curtiss.

## Diseño y desarrollo
La Armada de los Estados Unidos estaba buscando un nuevo bombardero torpedero tras la demostración del hundimiento de un acorazado con un avión. Se anunció una especificación que requería un hidroavión sobre dos flotadores que pudiera ser lanzado desde una catapulta y recuperado del mar mediante grúa. El avión tenía una envergadura máxima de 20 m que podía ser desmontada en secciones de 7,6 m para su almacenamiento a bordo. Se evaluaron prototipos del Curtiss CT-1, del Stout ST-1, del Fokker FT-1 y del Blackburn Swift F en el Anacostia Naval Yard. Curtiss obtuvo un contrato inicial para construir nueve bombarderos torpederos el 30 de junio de 1920, pero la orden fue cancelada y solo se construyó un prototipo. El avión fue fabricado en Rockaway, Nueva York.
El avión disponía de dos botalones, colas dobles, flotadores gemelos y una única cabina. Se instaló un torreta por encima y detrás del piloto para que tuviera un sector de tiro completo de 360 grados. Las alas de grueso perfil eran cantiléver sin soportes o cables, y usaban tres largueros. El fuselaje estaba hecho con la tradicional estructura de tubo soldado y con la entonces novedosa tecnología de recubrimiento de aluminio. El resto del  avión era de tubo soldado con recubrimiento de tela. Las góndolas motoras estaban profundamente empotradas en las alas. Dos radiadores Lamblin subalares proporcionaban la refrigeración. Se instalaron soportes de motor para que los mecánicos pudieran trabajar en el avión. Operar con un solo motor provocaba una pérdida de altitud de 0,508 m/s.

## Historia operacional
Las primeras pruebas de carreteo sobre el agua fueron realizadas por Bert Acosta el 2 de mayo de 1921 en la NAS Rockaway, resultando en la adición de mayores timones para mejorar la estabilidad. Los montajes de motor de planchas metálicas y la estructura de la cola requirieron ser reforzados. Los motores se recalentaban, y solo podía volar 20 minutos cada vez.
El avión fue mostrado a la Armada estadounidense en el Annacostia Naval Yard y en la escuela de guerra en Fort McNair, Washington D. C. Se le asignó la matrícula A-5890, y la designación naval CT-1, por Curtiss Torpedo bomber (primer modelo)-(primera variante).

## Operadores
Estados Unidos
- Armada de los Estados Unidos

## Especificaciones
Referencia datos: Curtiss Aircraft 1907–1947

### Características generales
- Tripulación: Tres
- Longitud: 14,02 m
- Envergadura: 19,81 m
- Altura: 4,42 m
- Superficie alar: 77 m2
- Perfil alar: Curtiss C-32
- Peso vacío: 3485 kg
- Peso cargado: 5084 kg
- Planta motriz: 2× motor lineal V-12 refrigerado por agua Curtiss D-12.
  - Potencia: 324 kW (435 hp) cada uno.
- Hélices: Bipala de paso fijo

### Rendimiento
- Velocidad máxima operativa (Vno): 172 km/h
- Alcance: 560 km
- Techo de vuelo: 1600 m (5200 pies)
- Tiempo a altitud: 10 min a 790 m (2600 pies)

### Armamento
- Ametralladoras: 

  - 1x o 2x Lewis

### Aeronaves similares
- Douglas DT
- Naval Aircraft Factory PT
- Fokker T.II
- Fokker T.III

### Secuencias de designación
- Secuencia Numérica (interna de Curtiss): ← 21 - 22 - 23 - 24 - 25 - 26 - 28 →

### Listas relacionadas
- Anexo:Aeronaves militares de los Estados Unidos (navales)